# Joodse geloofsprincipes
De dertien geloofsprincipes van de Rambam (Rabbi Moshe ben Maimon) bevatten de kern van het jodendom zoals Rambam dit in zijn Misjnee Tora (Sanhedrientraktaat, hfst 10) heeft omschreven. Deze geloofsprincipes worden inmiddels door bijna alle stromingen in het jodendom als leidraad gehanteerd. In het orthodoxe jodendom worden ze alle als bindend geaccepteerd. Het liberale jodendom wijkt op een paar kernpunten af, met name over de volledige onbetwistbare Goddelijke herkomst van de Thora.
Hieronder staan ze weergegeven in de vorm van een gebed of declaratie.

## De dertien geloofsprincipes
1. Ik geloof met volledig geloof dat de Schepper, Gezegend is Zijn Naam, alle schepsels creëert en aanstuurt, en dat Hij alleen alles maakte, maakt, en zal maken.
2. Ik geloof met volledig geloof dat de Schepper, Gezegend is Zijn Naam, uniek is, en dat er geen uniekheid zoals de Zijne is op welke manier dan ook, en dat Hij alleen onze Heer is, Die is, Die was, en Die altijd zal zijn.
3. Ik geloof met volledig geloof dat de Schepper, Gezegend is Zijn Naam, niet fysiek is, en niet onder welke fysieke fenomenen dan ook valt, en dat er geen vergelijking met Hem is op welke manier dan ook.
4. Ik geloof met volledig geloof dat de Schepper, Gezegend is Zijn Naam, de allereerste en allerlaatste is.
5. Ik geloof met volledig geloof dat alleen naar de Schepper, Gezegend is Zijn Naam, toegestaan is te bidden, en het is verboden naar enig ander te bidden.
6. Ik geloof met volledig geloof dat alle woorden van de profeten waarheid zijn.
7. Ik geloof met volledig geloof dat de profetie van Mozes onze leraar, vrede zij met hem, waarheid was, en dat hij de vader was van alle profeten - zowel de profeten die voor als na hem kwamen.
8. Ik geloof met volledig geloof dat de volledige Thora die nu in onze handen is, dezelfde Thora is die aan Mozes, onze leraar, vrede zij met hem, gegeven is.
9. Ik geloof met volledig geloof dat deze Thora niet zal worden ingeruild noch zal er ooit een andere Thora zijn van de Schepper, Gezegend is Zijn Naam.
10. Ik geloof met volledig geloof dat de Schepper, Gezegend is Zijn Naam, de daden en gedachten van alle mensen kent, zoals het zegt, 'Hij schept hun harten allen tezamen, Hij alleen begrijpt al hun daden.'
11. Ik geloof met volledig geloof dat de Schepper, Gezegend is Zijn Naam, zij die Zijn geboden houden beloont, en zij die Zijn geboden schenden straft.
12. Ik geloof met volledig geloof in de komst van de Messias, en zelfs als hij later komt, zal ik zijn komst iedere dag afwachten.
13. Ik geloof met volledig geloof dat er een herrijzing van de doden zal zijn wanneer dat de wens van de Schepper, Gezegend is Zijn Naam zal zijn; geprezen is Hij, voor altijd tot in de eeuwigheid.